# Reedmergnerite
La reedmergnerite è un minerale appartenente al gruppo del feldspato.